# Playa de Penco
La Playa de Penco es un balneario ubicado en la comuna chilena de Penco, en la Provincia de Concepción, Región del Biobío.
Esta playa es conocida por contener los restos del Fuerte La Planchada, construido en 1687, siendo así la edificación más antigua del área metropolitana del Gran Concepción, y único testimonio del antiguo Concepción colonial. Este fuerte es considerado desde 1977 Monumento nacional de Chile, en la categoría de Monumento Histórico.
La playa tiene una extensión de aproximadamente 2,3 kilómetros desde Muelles de Penco - Río Andalién (donde el balneario cambia de nombre por el de Playa Negra, debido a la coloración de su arena) hasta la zona de Gente de Mar.
En este balneario desemboca el estero de Penco, muy pintoresco en el centro de la comuna cuyas aguas nacen al interior del Fundo Coihueco. En el balneario existen restaurantes, discotecas, pubs, heladerías, serivicentro y distintos proyectos inmobiliarios. El actual desarrollo turístico está dado por el hermoseamiento de la costa con la construcción de su Costanera, un paseo peatonal de casi 1 km de largo, donde se realizan tanto actividades turísticas, culturales, como deportivas a lo largo del año.

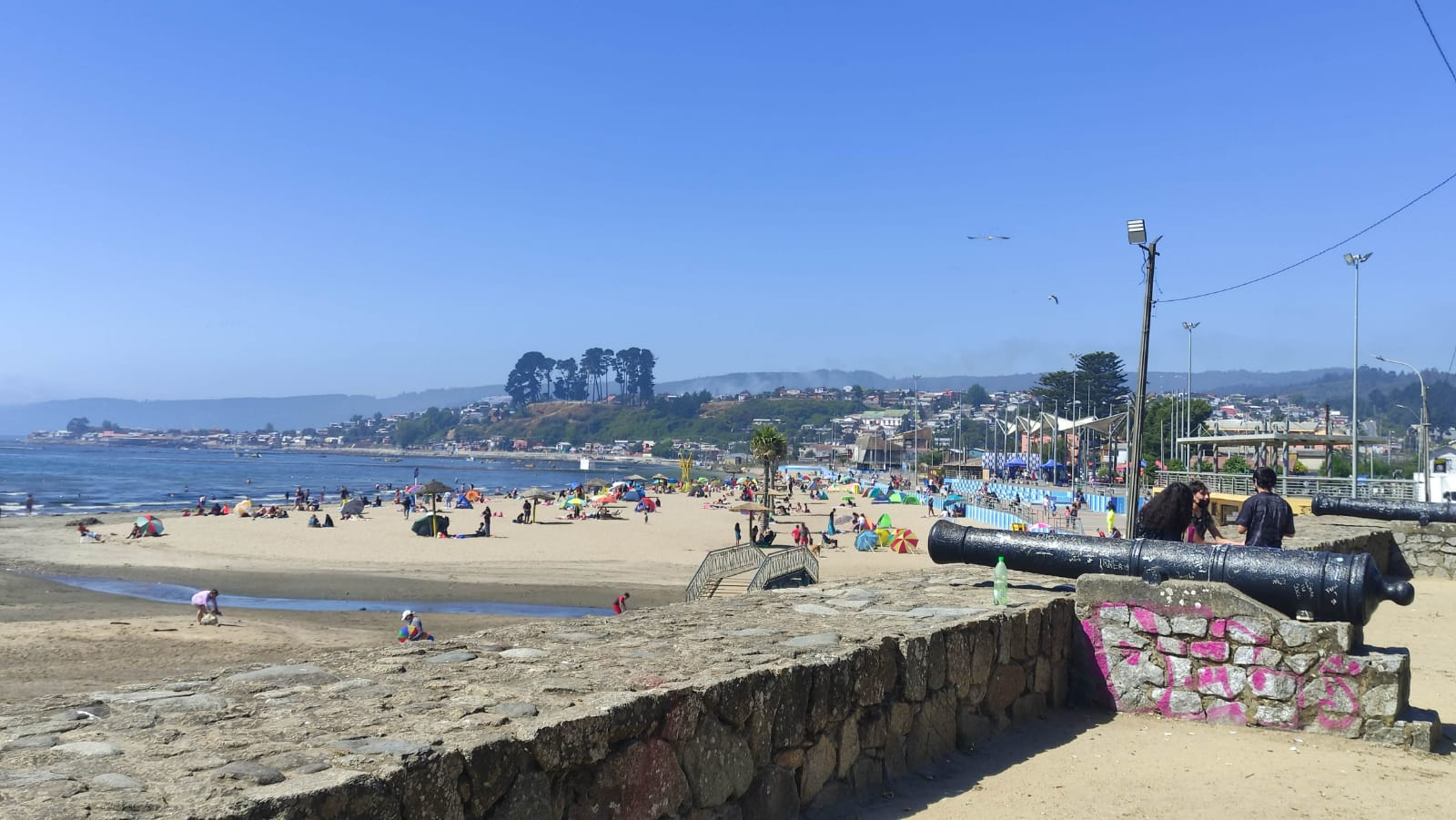
La playa en 2022, desde el Fuerte La Planchada.

En sus cercanías se ubica el remozado edificio de la antigua estación de ferrocarriles de esta comuna. Entre finales del siglo XIX y comienzos del XX, funcionó el Hotel Coddou, un lujoso hotel de la época, que se ubicaba en la misma manzana de la estación de ferrocarriles. Dicho hotel, construido en los años 1880, fue destruido por un gigantesco incendio en 1925.
Actualmente el balneario es el más cercano a la ciudad de Concepción con menos de 12 kilómetros, cuyo transporte urbano es el más eficaz, llegando a sectores como Chiguayante, Hualpén, Talcahuano, Lirquén y Tomé dándole el carácter de ser uno de los más concurridos de la Región del Biobío. Alguno de las actividades que se efectúan año a año son eventos musicales, los conciertos del carnaval Semana Pencona y el lanzamiento de los fuegos artificiales en febrero de cada año como fin a la temporada de verano.
actualmente se está construyendo un nuevo borde costero que mejorará las condiciones de seguridad, accesibilidad y servicios del sector. El proyecto tiene una inversión de más de mil millones de pesos y una duración de 240 días.

## Galería
|                                                    |
| Playa de Penco con el Fuerte La Planchada en 1846. |